# Tierparkfilm
Tierparkfilm ist ein Dokumentarfilm des DEFA-Studios für Wochenschau und Dokumentarfilme von Jürgen Böttcher aus dem Jahr 1968.

## Handlung
Zum Beginn des Films gibt es eine kurze Einführung auf einigen wenigen Textfeldern zur Entstehungsgeschichte des Tierparks: Auf dem Gelände des Schlossparks Friedrichsfelde wurde 1955 auf einer Fläche von 160 Hektar der Tierpark Berlin unter der Leitung von Heinrich Dathe eröffnet. Außer den von staatlicher Seite und Lotterien zur Verfügung gestellten finanziellen Mitteln waren es vor allem die freiwilligen Bauleistungen der Bevölkerung und die Spenden aus den Betrieben, die den Aufbau ermöglichten. Er wurde für die Zukunft entworfen und es wurde dafür gesorgt, dass er sich ständig erneuert. Der Film kommt ohne jeden gesprochenen Kommentar aus, nur eine dezente Hintergrundmusik und die Laute der Tiere sind zu vernehmen.
Mit der Öffnung des Tierparks am Morgen schiebt ein Mitarbeiter des Parks einen Karren vor sich her, auf dem mehrere Papageien angekettet sitzen. Diese werden unter dem großen Hallo der jungen Besucher an ihre Standorte auf der Allee gegenüber dem Schloss gebracht. Obwohl sie an eine Kette gefesselt sind, nimmt der Mitarbeiter diese in die Hand, damit die Vögel die wenigen Meter zu ihrem Aufenthaltsort fliegen können, auf dem sie den Tag verbringen werden. Bei dem weiteren Spaziergang durch den Tierpark entdeckt die Kamera in den Freigehegen folgende weitere Tierarten: Trampeltiere, Marabus, verschiedene Ziegen, Bisons, Kraniche, Entenvögel, Rotwild, Nashörner, Lamas, Luchse, Dromedare, Kängurus und Elefanten. Für die Eisbären wurde ein felsiges Gelände geschaffen, von dem aus sie auch leicht ins Wasser springen können. Hin und wieder ist zwischen den Bäumen eine Skulptur zu entdecken und stets zeigt sich, dass es sich hier nicht nur um einen gewöhnlichen Zoo handelt, sondern um eine gelungene Synthese von Park und Tieren.
Die Vögel dürfen natürlich, bis auf die heimischen, nicht frei herumfliegen. Für sie wurden verschiedene Käfige und Volieren gebaut. Hierin befinden sich Greif- oder Raubvögel, wie Schneeeulen, Uhus, Adler und Aasgeier. Weitere Vogelarten befinden sich im Tropenhaus, in dem die Besucher auch unter Palmengewächsen und Bananenblättern wandeln können. Hier können sie außer Fledermäusen auch Kolibris und weitere Vögel aus fernen Ländern beobachten. Weitere gern besuchte Attraktionen in Friedrichsfelde sind die Tiger, die sogar ein felsiges Gehege bewohnen dürfen, während die Leoparden und die Löwen sich mit Käfigen zufriedengeben müssen. Zum Ende des Films gibt es noch einen Blick in das Haus mit den Terrarien, wo Echsen, Leguane, Warane, Geckos, Krokodile und sogar afrikanische Lungenfische betrachtet werden können.

## Produktion und Veröffentlichung
Tierparkfilm wurde im Auftrag des Ministeriums für Auswärtige Angelegenheiten der DDR unter dem Arbeitstitel Berliner Tierpark als Schwarzweißfilm hergestellt. Ein Termin der Erstaufführung lässt sich nicht nachweisen.